# خاطراتی در باب جنگ گالی
در باب جنگ گالی (به لاتین: Commentarii De bello Gallico) یا (به لاتین: de Bello Gallico) نوشتهٔ ژنرال، سیاستمدار، و نویسنده اهل جمهوری روم در سده یکم پیش از میلاد یعنی گایوس ژولیوس سزار است که در سبک روایت سوم‌شخص مفرد نگاشته شده‌است. سزار در این اثر، نبردها و دسیسه‌هایی که در طول نُه سالِ (۵۸ تا ۵۰ قبل از میلاد) اشتغالش به جنگ با قبایل سلت‌ها و ژرمن‌ها در سرزمین گالیا ــ که اقتدار روم را به چالش کشانده بودند ــ حادث شدند را تشریح می‌کند.
«گل» (به لاتین: گالیا) که سزار بدان اشاره می‌کند، عنوانی مبهم است چرا که این اصطلاح در نوشته‌ها و گفتارهای رومی در عصر سزار دلالت‌های گوناگون داشت. در مجموع، گل شامل تمامی مناطقی بود که ابتدا سلت‌ها در آن مسکن گزیدند، به استثنای استان گالیا ناربونسیس (امروزه استان‌های پروانس و لانگداک روسیون درفرانسه) که از پیش فتح شده بود؛ بنابراین «گل» مشتمل بر مابقی فرانسه، بلژیک، غرب آلمان و بخش‌هایی از سوئیس می‌شد. با پیشروی جمهوری روم به داخل قلمرو سلت‌ها و تصرف زمین‌های هر چه بیشتر، تعریف مفهوم «گل» تغییر کرد. همزمان، «گل» در گفتارهای عامیانه مترادف با «ژولیده» یا «بی‌فرهنگ» نیز به‌کار می‌رفت چرا که رومیان اقوام سلتی را نسبت‌به خود نامتمدن می‌پنداشتند.
این اثر به‌سبب نثر ساده و مستقیم خود، پایه‌ای برای تعلیم لاتین بوده‌است. این اثر با جملهٔ معروف «Gallia est omnis divisa in partes tres» شروع می‌شود که به معنای «گل در تمامیت خود به سه بخش منقسم است» می‌باشد. کل اثر به هشت کتاب منقسم است: کتاب اول تا کتاب هشتم، که حجم آن‌ها حدوداً از ۵/۰۰۰ تا ۱۵/۰۰۰ کلمه متغیر است. کتاب هشتم توسط آئولوس هیرتیوس پس از قتل سزار نگاشته شد.
با وجودی‌که بیشتر تاریخ‌نگاران معاصر و پسین، این مجموعه را قابل‌اطمینان پنداشته‌اند، تاریخ‌نگاران سده‌بیستمی ادعاهای غیرعادی در این کتاب را به چالش کشانده‌اند. ادعاهای سزار که می‌گویند رومیان با نیروهای گالیایی تا ۰۰۰ ۴۳۰ نفر (ارتشی غیرممکن برای آن عصر) جنگیده‌اند و اینکه رومیان در برابر چنین نیروی بزرگِ باورنکردنی متحمل تلفاتی نشدند، قابل توجه‌اند. تاریخ‌نگاری به‌نام دیوید هنیج تمام این اثر را یک پروپاگاندای هوشمندانه برای ارتقای چهره (اعتبار) سزار می‌داند، و بر این گمان است که این اثر صحت تاریخی پائینی دارد.